# حزب القراصنة (فرنسا)
حزب القراصنة (بالفرنسية: Partie Pirate، اختصاراً PP)‏ حزب سياسي على شاكلة حزب القراصنة السويدي.
ينادي الحزب بمراجعة لقوانين حقوق التأليف والنشر والإتاحة الحرة للمعلومات العلمية وحماية الحريات الشخصية. ينتمي الحزب مع أحزاب مماثلة إلى أممية أحزاب القراصنة. يتبع للحزب منظمة شبابية تسمى شبيبة حزب القراصنة (بالفرنسية: Les Jeunes du Parti Pirate)‏.

## التاريخ
تأسست حركة حزب القراصنة الفرنسية في يونيو 2006 وسط جدال حول التصويت على القانون الجديد حول حقوق التأليف والنشر في المجتمع المعلوماتي. حدث انشقاق في الحزب في سنة 2007، تم تسجيل الحزب كمنظمة رسمية في الجريدة الرسمية الفرنسية في 4 أبريل 2009، ثم اتحد شطرا الحزب في صيف 2009 بسبب تقارب أهدافهما.
شارك الحزب في الانتخابات المحلية في إقليم الإيفلين في سنة 2009 وحصل على 472 صوتاً (نسبة المشاركة 22.76%)، أي 2.08% من الأصوات، في الدور الأول.
يشارك حزب القراصنة في الانتخابات التشريعية [الإنجليزية] بـ101 مرشح دون أمل بالفوز.